# LaZAR – Repositorium für regionalwissenschaftliche Forschungsdaten

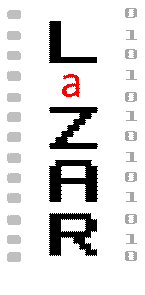
Logo

LaZAR ist ein Open-Data-Repositorium für das vollständige Managing geisteswissenschaftlicher Forschungsdaten mit regionalem Bezug. Die Forschungsdateninfrastruktur ist für digital erschaffene Multimediaforschungsdaten ausgerichtet, kann aber auch für die Erschließung der retrodigitalisierten Primärdaten verwendet werden. Wissenschaftlicher Leiter ist Thede Kahl.

## Mission der LaZAR-Infrastruktur
- Zitierbarkeit der Multimediaforschungsdaten
- dauerhafte, stabile und sichere Distribution der Internetdaten
- Widerstandsfähigkeit der Internetquellen gegen Verfälschung und Manipulation
- Verbindung neuer Daten mit den bereits vorhandenen
- Zitierungsmöglichkeit der inhaltlich sensiblen und daher für die öffentliche Freigabe untauglichen Forschungsdaten
- Umgang mit der Sprachvielfältigkeit von Forschungsdaten
- Umgang mit persönlichen Informationen ohne Verletzung der Datenschutzregelungen

## Konzept und Entwicklung
LaAZR  wird vom Institut für Slawistik und Kaukasusstudien der Friedrich-Schiller-Universität Jena betrieben. Die technische Betreuung der Datenbank und des Back-End Tools erfolgt durch die Verbundzentrale des Gemeinsamen Bibliotheksverbundes (GVB), für die Langzeitarchivierung der Daten ist Technische-Informationsbibliothek Hannover (TIB) zuständig.

## Datenmodell und technische Umsetzung
Das Datenmodell beruht auf dem DataCite-Standard; für die Umsetzung des Datenmodells wird eesydb-Software verwendet. Die Referenzierung erfolgt über Digital Object Identifier (DOI). Das Modell orientiert sich auf die Normdaten wie etwa ISO-Codes, Glottolog, GND, GeoNames, ORCID und Getty.